# Fahem Benaïssa-Yahia
Fahem Benaïssa-Yahia (Châlons-en-Champagne, 29 aprile 2002) è un calciatore francese, difensore del Casa Pia.

## Carriera
Cresciuto nel settore giovanile dello Stade Reims, ha iniziato la sua carriera professionistica con la squadra riserve del club biancorosso in Championnat National 2 (quarta divisione francese) nella stagione 2019-2020. Nel 2022 ha firmato un contratto con il Lyon-La Duchère, sempre in quarta divisione, ed un anno più tardi è stato acquistato dal Villefranche, club con cui ha esordito in Championnat National (terza divisione).
Il 26 gennaio 2024 ha firmato un contratto di tre anni e mezzo con il Casa Pia, club della prima divisione portoghese.

## Statistiche

### Presenze e reti nei club
Statistiche aggiornate al 19 aprile 2025.
| Stagione        | Squadra         | Campionato      | Campionato | Campionato | Coppe nazionali | Coppe nazionali | Coppe nazionali | Coppe continentali | Coppe continentali | Coppe continentali | Altre coppe | Altre coppe | Altre coppe | Totale | Totale | Totale |
| Stagione        | Squadra         | Comp            | Pres       | Reti       | Comp            | Pres            | Reti            | Comp               | Pres               | Reti               | Comp        | Pres        | Reti        | Pres   | Reti   |        |
| --------------- | --------------- | --------------- | ---------- | ---------- | --------------- | --------------- | --------------- | ------------------ | ------------------ | ------------------ | ----------- | ----------- | ----------- | ------ | ------ | ------ |
| 2019-2020       | Stade Reims 2   | N2              | 1          | 0          | -               | -               | -               | -                  | -                  | -                  | -           | -           | -           | 1      | 0      |        |
| 2020-2021       | Stade Reims 2   | N2              | 4          | 0          | -               | -               | -               | -                  | -                  | -                  | -           | -           | -           | 4      | 0      |        |
| 2021-2022       | Stade Reims 2   | N2              | 20         | 1          | -               | -               | -               | -                  | -                  | -                  | -           | -           | -           | 20     | 1      |        |
| 2022-2023       | Lyon-La Duchère | N2              | 30         | 2          | CF              | 2               | 0               | -                  | -                  | -                  | -           | -           | -           | 32     | 2      |        |
| 2023-gen. 2024  | Villefranche    | N               | 11         | 1          | CF              | 1               | 0               | -                  | -                  | -                  | -           | -           | -           | 12     | 1      |        |
| gen.-giu. 2024  | Casa Pia        | PL              | 1          | 0          | CP+CdL          | 0               | 0               | -                  | -                  | -                  | -           | -           | -           | 1      | 0      |        |
| 2024-2025       | Casa Pia        | PL              | 4          | 0          | CP+CdL          | 3+0             | 0               | -                  | -                  | -                  | -           | -           | -           | 7      | 0      |        |
| Totale carriera | Totale carriera | Totale carriera | 70         | 4          |                 | 6               | 0               |                    | -                  | -                  |             | -           | -           | 76     | 4      |        |